# Antônio Alves de Sousa Carvalho
Antônio Alves de Sousa Carvalho (Goiana, 13 de julho de 1832 — Rio de Janeiro, 4 de abril de 1885), primeiro e único visconde de Sousa Carvalho, foi um político, escritor e jornalista brasileiro.
Nasceu em Goiana, Pernambuco, filho de Francisca das Chagas Portela de Carvalho e de pai homônimo.. Fez sua educação formal em Lisboa, Portugal. Estudou na Faculdade de Direito da Universidade de Coimbra, onde foi colega do Visconde de Benalcanfor e dos conselheiros Barjona de Freitas e Matias de Carvalho, concluindo o curso na Faculdade de Direito de Recife.
Foi deputado geral em diversas legislaturas tanto por Pernambuco quanto pela Paraíba e, por esta última, foi apresentado em lista tríplice para senador do Império.
Foi presidente da províncias do Espírito Santo, de 24 de maio de 1860 a 11 de março de 1861, também de Alagoas e Maranhão.
Tendo militado no Partido Conservador, acompanhou a evolução que se caracterizou na organização do Partido Progressista e, desde então, pertenceu ao Partido Liberal. Todavia, era anti-abolicionista.
Fundou e dirigiu o jornal Diário do Brasil, no Rio de Janeiro. Condecorado oficial da Imperial Ordem da Rosa por decreto de 14 de março de 1860.  Em 29 de agosto de 1884, foi agraciado pelo governo português com o título de visconde.
Faleceu aos 52 anos de idade, em sua residência. Seu corpo foi encontrado sem vida caído ao chão de seu quarto na manhã de 5 de abril de 1884, junto à sua escrivaninha, onde se achava um artigo que havia começado a escrever. Seu falecimento se deu dias após o de Antônio Epaminondas de Melo, de quem era muito próximo, o qual se dera também em sua casa. Solteiro e sem filhos, uma comitiva de deputados foi constituída para conduzir seu sepultamento no Cemitério de São Francisco Xavier. Sobreviveram-lhe a mãe e uma irmã, Irineia de Sousa Carvalho, casada com um primo, bacharel Antônio de Sousa Carvalho, filho do coronel Francisco Alves de Sousa Carvalho e de Maria Inocência de Morais Carvalho.